# University Park (Illinois)
University Park é uma aldeia localizada no estado americano de Illinois, no Condado de Cook e Condado de Will.

## Demografia
Segundo o censo americano de 2000, a sua população era de 6662 habitantes.
Em 2006, foi estimada uma população de 8253, um aumento de 1591 (23.9%).

## Geografia
De acordo com o United States Census Bureau tem uma área de 25,3 km², dos quais 25,3 km² cobertos por terra e 0,0 km² cobertos por água.

## Localidades na vizinhança
O diagrama seguinte representa as localidades num raio de 8 km ao redor de University Park.